# Coreius heterodon
Coreius heterodon är en fiskart som först beskrevs av Bleeker, 1864.  Coreius heterodon ingår i släktet Coreius och familjen karpfiskar. Inga underarter finns listade i Catalogue of Life.